# Automoto la chaîne
 (novembre 2022).
Automoto la chaîne, anciennement AB moteurs, est une chaîne de télévision thématique française consacrée entièrement à l’univers auto et moto. Elle propose des émissions lifestyle, des compétitions en direct , ainsi que des séries et des documentaires consacrés aux sports mécaniques et à l’univers auto et moto. La chaîne fait partie du groupe Mediawan (Mediawan Thematics).

## Histoire de la chaîne
La chaîne fut créée le 14 avril 1996 pour le bouquet AB Sat sous le nom d'Automobile comme la chaîne de loisirs consacrée à l'automobile sous toutes ses formes (collection, histoire de modèles mythiques, courses…). La chaine diffusait de 6 h à 22 h en canal partagé avec XXL.
À la suite de la vente d'AB Sports au groupe Pathé en 1997, la chaîne est reformatée pour combler le manque d'offre sportive du bouquet AB Sat et pour attirer un public masculin plus jeune. La chaîne est alors confiée à Paul Chelly qui lance la chaîne sous le nom d'AB moteurs le 29 mars 1999 : la chaîne consacre ses programmes à tous les moteurs, c’est-à-dire l'automobile, la moto, l'aéronautique et le bateau, ainsi qu'à la diffusion de nombreuses courses pour les passionnés de sports mécaniques en direct, et devient la deuxième chaîne de sport française avec Eurosport France. La chaîne sera récompensée cinq fois aux Items Awards[source secondaire souhaitée]. Elle verra naitre sous l’impulsion de Paul Chelly, les débuts à l’antenne de nouveaux talents audiovisuels, comme Vincent Cerutti, Grégory Galiffi ou encore Stéphane Rotenberg.
En 2008, AB moteurs souhaite attirer un public encore plus large et reformate en conséquence sa grille[source secondaire souhaitée] autour de quatre grands axes : la compétition en direct, le tuning, les essais et les documentaires.
Son principal concurrent a été la chaîne Motors TV disponible un temps sur AB Sat.
Le 12 juillet 2018, Mediawan, propriétaire d'AB Groupe, annonce avoir signé un accord avec TF1 en vue du lancement d'Automoto la chaîne à la rentrée 2018. En conséquence, la chaîne AB Moteurs se métamorphose le 5 novembre 2018 en reprenant le nom de l'émission diffusée sur TF1 chaque dimanche. 

## Identité visuelle (logo)

Logo d'Automobile du 26 avril 1996 au 29 mars 1999.
Logo d'AB Moteurs du 29 mars 1999 au 20 novembre 2006.
Logo d'AB Moteurs du 20 novembre 2006 au 18 décembre 2012.
Logo d'AB Moteurs du 18 décembre 2012 au 5 novembre 2018.
Logo d'Automoto la chaîne (provisoire lors du lancement)
Logo actuel d'Automoto la chaîne depuis le 5 novembre 2018.

## Organisation

### Dirigeants
Directeur général de Mediawan Thematics :
- Vincent Grynbaum

Directrice générale adjointe chargée des contenus :
- Sonia Latoui

Directrice des antennes, de la programmation et des productions chaines documentaires Mediawan Thematics :
- Marie De Maublanc

Directrice adjointe chargée des antennes et de la programmation des chaines documentaires Mediawan Thematics :
- Chloé Jouve

Responsable éditorial :
- Yannick Bobard

## Diffusion
À l'origine, AB Moteurs est diffusée uniquement sur AB Sat, mais est progressivement disponible sur l'ensemble des réseaux des câblo-opérateurs français, belges, monégasque et suisses et sur les bouquets numériques de télédiffusion, moyennant un abonnement.
Lors du partenariat avec TF1 en 2018 pour le lancement d'Automoto la chaîne, celle-ci est disponible chez les opérateurs qui proposaient déjà AB moteurs, à savoir:
- Canal+ : canal 76
- Orange : canal 196 (Bouquet Sports Max, Bouquet Intense, Bouquet Famille, Bouquet Divertissement)
- SFR : canal 125 (Power, Power+, Premium Option Divertissement & Sport)
- Free : canal 180 (Basique)
- Bouygues Telecom : canal 191 (Basique)
- BIS TV : canal 75 (Cinesport)
- Molotov
- Prime Video Channels

## Programmes
Automoto la chaîne propose des émissions lifestyle, des compétitions en direct, ainsi que des séries et des documentaires consacrés aux sports mécaniques et à l’univers auto et moto.

### Émissions
- NASCAR Cup Series présenté par Pat Angeli et Phillippe Chéreau
- V6 : le journal de l'automobile présenté par Anthony Beltoise et Thomas de WorldSupercars. Supercars, histoire de l’automobile, essais de modèles de compétitions : les deux acolytes racontent l’histoire des marques et des autos les plus sportives du moment.
- Top Gear UK présenté par Freddie Flintoff, Chris Harris et Paddy McGuinness
- Retromania : émission de référence des passionnés d'automobile vintage présentée par Thomas Bastard et Le Tone qui partent dans un voyage dans le temps à travers des essais, des comparatifs et les secrets des modèles qui ont marqué l'histoire.
- MXGP
- Championnat américain de supercross (AMA Supercross)
- Supercross de Paris
- Vintage Mecanic

### Capital
Automoto La chaîne est éditée par AB Sat SA au capital de 24 millions d'euros, filiale à 100 % de Mediawan.